# نقيض المسيح (كتاب)
نقيض المسيح (بالألمانية: Der Antichrist)‏ كتاب للفيلسوف فريدريش نيتشه، نُشر عام 1895 على الرغم من كتابته عام 1888، لأن فرانز أوفربك وهاينريش كوسلتز أخّرا نشره مع كتاب هو ذا الإنسان بسبب مضمونهما. يمكن ترجمة العنوان الألماني إلى نقيض المسيح أو نقيض المسيحيين، بناء على طريقة ترجمة كلمة Christ الألمانية والتي تعني كليهما.
كما في أفول الأصنام وغيره من أعماله المتأخرة، يقدم نيتشه فلسفته «بالمطرقة» محاولا «إعادة تقييم» للقيم القديمة. عودة لبعض كتاباته المبكرة، يقدم نيتشه نقدًا لاذعا غير مسبوق للمسيحية. في عبارات موجزة، ينتقد مسيحية القساوسة التي أسسها بولس والتي أدت إلى تدمير إرث الإغريق والرومان. إضافة إلى ذلك، يقدم نيتشه تحليلا نفسيا لشخصية يسوع، وينتقد الشفقة، ويهاجم اللاهوت المسيحي والفلسفة الألمانية الفاسدة من وجهة نظره، كما ينتقد مفهوم الإله اليهودي المسيحي ويقارن المسيحية بديانات أخرى كالبوذية والإسلام والبراهمانية مؤكدًا على تفوقها في أوجه كثيرة.

## المضمون

### المقدمة
يؤكد نيتشه في المقدمة أنه كتب الكتاب لقرّاء محدودين جدًا. إذ يؤكد أنه لفهم الكتاب «على المرء أن يكون صادقا حد القسوة فيما يتعلق بالأمور الفكرية، كي يستطيع أن يتحمل جديتي واندفاعي». على القارئ أن ينظر من فوق إلى السياسة والقومية، كما يجب ألا تكون فائدة الحقيقة أو ضررها محل اهتمام القارئ، بل الحقيقة نفسها. يحتاج القارئ كذلك إلى صفات مثل "النزوع إلى إيثار أسئلة ما من أحد يمتلك الجرأة على مراودتها اليوم، شجاعة على ارتياد الممنوع». يتغاضى نيتشه عن باقي القراء:
| نقيض المسيح (كتاب) | بلى هؤلاء فقط هم قرائي، قرائي الحقيقيون، قرائي المنذورون مسبقا لي: ما الذي يهمني في البقية إذن؟ البقية ليست سوى الإنسانية. وعلى المرء أن يكون متفوقا على الإنسانية قوةً وسموًا في النفس بواسطة الاحتقار... | نقيض المسيح (كتاب) |

### قيم الانحطاط
في الفقرة الأولى، يعبر نيتشه عن سخطه تجاه الحداثة، معددا كراهيته «للسلام المتعفن، والتنازلات الجبانة، والتسامح والاستسلام». يشير نيتشه هنا إلى ادعاء أرتور شوبنهاور أن معرفة الطبيعة الداخلية للعالم والحياة تؤدي إلى «الاستسلام التام، الذي هو روح المسيحية الأعمق».
يشير نيتشه إلى مفهومه عن إرادة القوة في الفقرة الثانية، مستخدما إياها ليقدم تعريفات للخير والشر والسعادة:
| نقيض المسيح (كتاب) | أي شيء يعد حسنا؟ كل ما ينمي الشعور بالقوة، وبإرادة القوة، والقوة نفسها داخل الإنسان. أي شيء يعد سيئا؟ كل ما يتأتى من الضعف. ما هي السعادة؟ الإحساس بأن القوة في تنامٍ، وأن هناك مقاومة يتم التغلب عليها | نقيض المسيح (كتاب) |

يُتبع نيتشه ذلك بلغة استفزازية صادمة:
| نقيض المسيح (كتاب) | لا بد أن يضمحل الضعفاء وذوي التكوينة المعوقة: المبدأ الأول لمحبة الإنسان لدينا. وعلينا أن نساعدهم على ذلك أيضا. أي شيء أكثر ضررًا من أية رذيلة؟ الشفقة الفاعلة لخدمة الضعفاء وذوي التكوينة المعوقة: المسيحية | نقيض المسيح (كتاب) |

يعتبر ذلك مثالا عن رد فعل نيتشه ضد شوبنهاور الذي بنى كل الأخلاق على الشفقة. على النقيض من ذلك، يمدح نيتشه «الفضيلة الخالية من الحمض الأخلاقي».
يكمل نيتشه قائلا إن الإنسانية، من منطلق الخوف، قد أنتجت نوعا ضعيفا مريضا من البشر، كما يلوم المسيحية على شيطنة الأقوياء والعظماء، فيرى على سبيل المثال أن باسكال كان رجلا قويا فكريا أفسدته تعاليم المسيحية عن الخطيئة الأصلية.
طبقا لنيتشه، فإن الإنسانية فاسدة كما فسدت قيمها العليا، ويؤكد «إن اعتقدي هو أن كل القيم التي تضع فيها الإنسانية اليوم مجمل أمانيها هي قيم انحطاط». لقد فسدت الإنسانية لأنها فقدت غرائزها وفضلت ما فيه الضرر لها:
| نقيض المسيح (كتاب) | إن الحياة نفسها تعني بالنسبة لي غريزة النمو والديمومة وتراكم الطاقات، غريزة القوة. وحيثما كان هناك افتقار إلى إرادة القوة كان هناك تدهور | نقيض المسيح (كتاب) |

ظهر الفساد بسبب «القيم العدمية التي تمارس سيادتها تحت أكثر الأسماء قداسة».

### شفقة المسيحية
يحتقر نيتشه المسيحية كدين سلام، إذ يرى للشفقة تأثيرًا كئيبا، وفقدا للحيوية والقوة، كما يراها ضارة للحياة إذ تحفظ ما غدا جاهزا للتدهور طبيعيا. الشفقة ضعف في الأخلاق النبيلة، لكنها في المسيحية فضيلة.
الشفقة في فلسفة شوبنهاور التي يراها نيتشه الأكثر عدمية ومعاداة للحياة هي أعلى الفضائل، أما في فلسفة نيتشه:
| نقيض المسيح (كتاب) | إن هذه الغريزة الاكتئابية المكربة والمعدية تتعارض وتلك التي تتأسس على حفظ الحياة وإنماء قيمتها. وهي كمضاعف للشقاء وكحافظ لكل بؤس تمثل أداة أساسية لرفع وتيرة الانحطاط. إن الإشفاق وسيلة إقناع بالعدم! لكن لا يقال هنا عدم، بل يقال عوضا عن ذلك آخرة أو إله أو الحياة الحق أو النيرفانا والخلاص، والسعادة. هذه البلاغة البريئة المنحدرة من مملكة الحساسية الأخلاقية الدينية ستتراءى بسرعة أقل براءة بكثير مما تبدو عليه، حالما ندرك أية نزعة تلتحف هنا برداء العبارات القدسية: النزعة المعادية للحياة. ولقد كان شوبنهاور معاديا للحياة لذلك جعل من الشفقة فضيلة. | نقيض المسيح (كتاب) |

يكمل نيتشه ذاكرًا أن المحدثين ليو تولستوي وريتشارد فاغنر تبنوا فلسفة شوبنهاور. أما أرسطو على الجانب الآخر، فقد اعتبر الشفقة مرضا ورأى في التراجيديا تطهيرًا منها.

### اللاهوتيون والكهنة والفلاسفة
إن اللاهوت والفلسفة اللتان يمارسهما القساوسة والمثاليون مناقضتان للحقيقة والواقع. فمن المفترض أن تمثل روحا نقية عليا سامية تنظر من أعلى ولها «احتقار محسن لمحاربة العقل والحواس والمجد والرفاه والعلم». إلا أن نيتشه يرى أن «الروح المحض هي محض كذب»، إذ يطلق على القس «وطالما ظل القس، ذلك الذي يتخذ من نفي الحياة والافتراء على الحياة وتسميمها مهنة، يعتبر نوعا أرقى من البشرية، فإنه لن يكون هناك من جواب على سؤل: ما هي الحقيقة؟.. لأننا نكون قد أقمنا الحقيقة على رأسها عندما يغدو للمرافع الواعي عن العدم والنفي دور الناطق باسم الحقيقة».
يضع نيتشه اللاهوتيين موضع القساوسة، مسميا الإيمان المتعهدين به «أن يغمض المرء عينيه نهائيا كي لا يتألم لمشهد زيف لا برء منه». أصبحت الرؤية المزيفة إذن فضيلة عليا. ويرى نيتشه قلب القيم هذا ضار بالحياة. وعندما يسعى اللاهوتيون إلى السلطة، «فإن إرادة النهاية، الإرادة العدمية تريد السلطة».
الفلسفة فاسدة إذن في وطنه ألمانيا لأنها صارت لاهوتية. يشير نيتشه إلى إيمانويل كانت، الذي ناصر المثل اللاهوتية من خلال مناقشته لمفاهيم «العالم الحقيقي» و«الأخلاق كجوهر العالم». كان الغرض من طريقة كانت الشكية هو إظهار أن هذه المفاهيم لا يمكن دحضها، كما لا يمكن إثباتها كذلك. نقد نيتشه بشدة خصوصا مفهوم كانت عن الملزم القطعي إذ لم يكن نتيجة واجب شخصي واختيار. لقد كان أصله كمفهوم منطقي فاسدًا لأنه لم يكن نتاجًا للحياة والنماء والسعادة. لقد كان منطق كانت العملي محاولة لإضفاء شرعية علمية لافتقاره لضمير فكري:
| نقيض المسيح (كتاب) | لقد ابتكر لذلك عقلا خاصا، للحالات التي لا يكون على المرء فيها أن يولي اهتماما للعقل، أي عندما تتكلم الأخلاق، وينطق الأمر القدسي "ينبغي عليك" بصوت مسموع | نقيض المسيح (كتاب) |

لقد كان خداع كانت لنفسه نتيجة لتأثير اللاهوت القساوسي على فلسفته.

### المنهج العلمي
يرى نيتشه في التفكير الحر قلبا لكل القيم، كما يرى أن المنهج العلمي قبله في البحث عن الحقيقة والمعرفة كان يُقابله الاحتقار والازدراء. إن تواضعنا الحديث يلزمنا بأن ندرك انحدار الإنسان من الحيوانات، لا الآلهة. كما أصبحنا نرى أن الإنسان ليس برتبة أعلى من الحيوانات الأخرى. ومن خلال اختزال الإنسان في مجرد آلة خالية من الإرادة الحرة، تعلمنا كثيرًا عن الفسيولوجيا الخاصة به. نعرف الآن أن الإرادة رد فعل ضروري على محفز، وأن الوعي والروح يأتيان من الغريزة.

### الله في المسيحية
يرى نيتشه أن المسيحية وأخلاقياتها مبنية على أوهام وخيالات. غير أن «هذا العالم الخيالي له جذور في الكراهية التي يقابل بها كل ما هو طبيعي (الواقع!)». تنتج هذه الكراهية عن فساد المسيحية، والذي ينعكس في مفهوم المسيحية عن الله. فإن كان المسيحيون أقوياء طبيعيا ومتيقنين، لكان إلههم مدمرًا كما أنه خيّر. غير أن الإله الذي يوصي بحب الأعداء كما الأصدقاء هو إله لقوم يشعرون بانحدارهم دون أمل. فالضعفاء الفاسدون والمرضى والذين انحدرت إرادة القوة لديهم، إنما يبحثون لأنفسهم عن إله كلي الخير طبقا لنيتشه. بعد ذلك يربطون الشر والشيطنة بآلهة ذوي الغلبة عليهم.
لقد قضى علماء ما وراء الطبيعة على فضائل وغرائز الذكورة كالقوة والشجاعة والفخر من مفهوم الله. وكنتيجة لذلك، تدهورت إلى روح واهية مثالية خالصة، أو وجود مطلق، أو الشيء في ذاته.
يعارض نيتشه مفهوم الله في المسيحية لأن:
| نقيض المسيح (كتاب) | الله متدنٍ نقيضًا للحياة، عوضا أن يكون تمجيدًا لها ونعم أبدية لإثباتها! الله كبؤرة لإعلان العداء ضد الحياة، والطبيعة، وإرادة الحياة! الله كمبدأ لكل ثلب للدنيا، ولكل أكاذيب الآخرة! | نقيض المسيح (كتاب) |

يعيد نيتشه ذكر وصف شوبنهاور لإنكار إرادة الحياة والعدمية الفارغة الناتجة عن ذلك، معلنا عن الإله المسيحي قائلا: «الله الذي يؤله فيه العدم، وتحاط إرادة العدم فيه بالقداسة!»
ينتقد نيتشه «الأعراق القوية في شمال أوروبا» لقبولهم الإله المسيحي بدلا من خلق إله جديد خاص بهم: «قرابة الألفي سنة وما من إله جديد!». كما يشير إلى إله المسيحية بأنه «الإله البائس للرتابة التوحيدية المسيحية» الذي يدعم «كل غرائز الانحطاط وكل مظاهر الجبن والوهن الروحي».

### البوذية ضد المسيحية
على الرغم من أن نيتشه يعتبر كلا من البوذية والمسيحية ديانات عدمية انحطاطية، إلا أنه يعتبر البوذية أكثر واقعية لأنها تطرح مشاكل محسوسة دون استخدام مفهوم الإله. يقول نيتشه أيضا أنه في كل التاريخ الديني، البوذية هي الديانة الوضعية الوحيدة إذ إنها تصارع مع المعاناة الفعلية، والتي نستشعرها كحقيقة أو وهم (مفهوم المايا في العديد من التقاليد البوذية). أما المسيحية فتصارع مع الخطيئة، مع القول أن المعاناة قد يكون لها قيمة خلاصية.
| نقيض المسيح (كتاب) | البوذية أكثر واقعية بمائة مرة من المسيحية، في شرايينها يسري إرث الموضوعية وبرودة الرصانة في طرح المشاكل، وهي قد برزت إلى الوجود على إثر حركة فلسفية متواصلة ممتدة على مدى مئات السنين، وعند مجيئها كانت فكرة الله أمرا قد تم شطبه من الأذهان. وهي لا تقول «بمحاربة الخطيئة»، بل «بمحاربة الألم»، مولية بذلك اعتبارا تاما للواقع. | نقيض المسيح (كتاب) |

يرى نيتشه أن البوذية «تقف ما وراء الخير والشر» لأنها «أولت ظهرها للخداع الأخلاقي». لقد أنشأ بوذا الديانة ليساعد الناس على التخلص من آلام الحياة. لقد امتدت جذور البوذية عميقا كما درست طبقات الناس وانتشرت في الطبقات العليا والفئات العالمة أيضا، بينما كانت المسيحية دين الطبقات السفلى من الناس، كما يؤكد نيتشه أن المسيحية قد غزت البرابرة من خلال جعلهم مرضى.
| نقيض المسيح (كتاب) | البوذية عودة بهذه الأجناس إلى السلام والمرح، وإلى حمية روحية، وإلى نوع من المتانة الجسدية. أما المسيحية فتريد السيادة على كواسر، وسيلتها في ذلك هي إصابة تلك الكواسر بالمرض | نقيض المسيح (كتاب) |

البوذية تقول بموضوعية «أنا أتألم»، بينما تفسر المسيحية الألم بربطه بالخطيئة. إن البوذية إيجابية تماما وأكثر وضعية من أن تدعو إلى فضائل المسيحية الثلاث عن الإيمان والمحبة والأمل، التي أسماها نيتشه الحيل المسيحية الثلاث. إن الإيمان نقيض العقل والبحث والمعرفة، والأمل في الحياة الآخرة يؤدي إلى قوم غير سعداء.

### أصل المسيحية

#### القساوسية اليهودية
يرى نيتشه أن القساوسية اليهودية، وبالتبعية المسيحية، اكتسبت سلطة عن طريق الانحياز إلى الانحطاط بأن أداروا ظهورهم إلى العالم الطبيعي. لقد دفعتهم غريزة الكراهية بداخلهم ضد ذوي النشأة القويمة إلى «اختراع عالم آخر فيه قبول الحياة شر الشرور وأبشع ما يمكن تصوره».
ولكي تصمد القساوسية اليهودية، فقد استفادت من الانحطاط والمنحطين الكثر. لم يكن اليهود منحطين أنفسهم بل كانوا نقيض ذلك، إذ كان لهم «طاقة حياتية من أصلب ما يكون». إلا أنهم «وجدوا أنفسهم مجبرين على العيش» في انحطاط لكي «يذهبوا في تمثيل الانحطاط إلى حدود الوهم، وقد عرفوا بعبقرية مفرطة كيف يقفون على رأس كل حركات الانحطاط (في هيأة مسيحية بولس) كي يصنعوا منها شيئا أقوى من كل موقف إثباتي للحياة».

##### المراحل الخمس لتشويه طبيعة القيم الطبيعية
- يهوه إله إسرائيل: الذي كان «تعبيرا عن وعي القوة، وعن الغبطة التي يجدها شعب في نفسه، وعن الأمل الذي يعلقه شعب على نفسه». ولأنه إلههم فقد رأوا فيه إله العدالة. لقد أكد اليهود أنفسهم مدركين قوتهم وضميرا حيا. فحتى بعدما أضعفت إسرائيل الفوضى الداخلية وغزوات الآشوريين، حافظوا على عبادتهم لله كملك نموذجي في صورة جندي باسل وقاضٍ صارم.[28]
- تشويه مفهوم الله: لقد أصبح يهوه إلها آمرًا. «يهوه إله العدالة لم يعد يمثل وحدة مع إسرائيل، وتعبيرا عن اعتداد شعب بذاته».[28]
- تشويه مفهوم الأخلاق: لم تعد الأخلاق تعبيرًا عن الحياة والنماء، بل صارت معادية للحياة مصورةً الرفاهية كغواية خطرة. لقد أصبحت فكرة الله العامة مدججة بمحرضين قساوسيين «يتأولون كل حدث سعيد على أنه ثواب، وكل حدث مشؤوم على أنه عقاب على خطايا وعلى عدم طاعة الرب».[28]
- تشويه تاريخ إسرائيل: لقد استحال عصر القوة إلى عصر انحطاط. «وقد غدا المحنة الطويلة عقابا أبديا على خطيئة العصر الذهبي، والمحنة الطويلة عقابا أبديا على خطيئة العصر الذهبي، عصر لم يكن فيه للقس من وجود بعد». لقد ترجموا التاريخ إلى صورة دينية، تسجيل للذنب والعقاب والشفقة والثواب طبقا ليهوه. لقد تأسس نظام أخلاقي عالمي يربط الفضيلة بالأعمال التي تتبع إرادة الله (والتي تدعي أن هذه الإرادة العامة، أي طريقة الحياة المثلى للجميع، إرادة أبدية لا تتغير).[29]

| نقيض المسيح (كتاب) | ماذا يعني النظام الأخلاقي للحياة؟ إنها تعني أن هناك إرادة إلهية ثابتة إلى الأبد في ما يتعلق بما ينبغي على الإنسان أن يفعله وما ينبغي عليه أن يتركه، وأن قيمة شعب أو فرد ما يتحدد بإرادة الله كسيّد ذي سلطان | نقيض المسيح (كتاب) |

- وحي إرادة الله في النص المقدس: يمثل الكتاب المقدس إرادة الله محددًا ما يجب تقديمه إلى القساوسة. لقد أصبح القساوسة يطهرون ويباركون كل القيم: عصيان الله (القس) خطيئة، وطاعة الله (القس) خلاص. لقد استخدم القساوسة الخطيئة ليكتسبوا سلطة وقوة:[29]

| نقيض المسيح (كتاب) | ومن الآن فصاعدًا ستغدو كل مسائل الحياة مضبوطة على نحو يجعل حضور القس في كل مكان أمرا لا غنى عنه، في كل الوقائع الطبيعية للحياة: في الولادة، وفي عقد القران، وفي المرض، وفي الوفاة، دون أن نتحدث عن طقوس الأضاحي، يظهر الطفيلي المقدس ليشوه طبيعتها، أو بلغته هو، ليطهرها. | نقيض المسيح (كتاب) |

#### التمرد ضد القساوسية اليهودية
لقد عارضت الكنيسة اليهودية وخالفت الطبيعة والواقع والعالم بجعله خطيئة وغير طاهر. خالفت المسيحية الكنيسة اليهودية ورجالها المقدسين المختارين، طبقا لنيتشه.
| نقيض المسيح (كتاب) | حركة التمرد الصغيرة المعمدة باسم يسوع الناصري هي الغريزة اليهودية مرة أخرى، أو بعبارة أخرى، هي غريزة القس التي لم تعد تقبل بالقس كواقع متحقق، وابتكار شكل للوجود أكثر تجريدًا، ورؤية للعالم أكثر لا واقعية من تلك التي اشترطت وجود تنظيم كنيسي. إن المسيحية تنفي الكنيسة.. | نقيض المسيح (كتاب) |

أما الكنيسة اليهودية والأمة اليهودية فقد رأت هذا التمرد كخطر يهدد وجودها.
| نقيض المسيح (كتاب) | ذلك القديس الفوضوي الذي جاء يحرض الفئات الدنيا من الشعب، والمهمشين والخاطئين وشاندالا اليهودية على مناهضة النظام المهيمن.. لقد كان ذلك القديس الفوضوي مجرمًا سياسيًا.. لقد قاده ذلك إلى الصليب.. لقد مات بسبب ذنبه، وإنه لأمر يفتقر إلى أي أساس، مهما ترددت مزاعم العكس، أن يكون قد مات من أجل خطايا الآخرين. | نقيض المسيح (كتاب) |

#### نموذج المخلص
ينتقد نيتشه وصف إرنست رينان ليسوع بأنه عبقري وبطل، إذ يرى الوصف الأمثل له هو أنه أبله. طبقا لوالتر كوفمان، فإن نيتشه يشير ربما إلى بطل رواية دوستويفسكي الأبله.
مع إعراض يسوع عن العالم المادي، أصبح لديه «شعور باتخاذ موطن في عالم لا يلامس تخومه أي ضرب من الواقع، مجرد عالم باطني، عالم حقيقي، عالم خالد... إن ملكوت الله داخلكم». يرى نيتشه كذلك أن نموذج المخلص ناتج عن خوف مرضيّ من الألم، إذ تؤدي الحساسية المفرطة إلى تجنب العالم، ويُرى أي شعور بمقاومة العالم على أنه ألم، فلا يُقاوم الشر ذاته: «إن الخوف من الألم، بما في ذلك ما كان منه طفيفا للغاية، لا يمكن أن يفضي إلا إلى ديانة محبة...». لقد كان يسوع نسخة مشوهة للمخلص، إذ وصفه التلاميذ الأوائل في أناجيلهم بأنه يتسم بسمات العهد القديم ككونه نبيا ومسيحا وصاحب معجزات وواعظا.